# نانسي بيرسكي
نانسي فلورنس بويرسكي (24 يونيو 1945 - أغسطس 2023)، هي مخرجة أفلام ومنتجة ومصورة أمريكية.

## روابط خارجية
- نانسي بيرسكي في قاعدة بيانات الأفلام على الإنترنت